# 武寧王陵

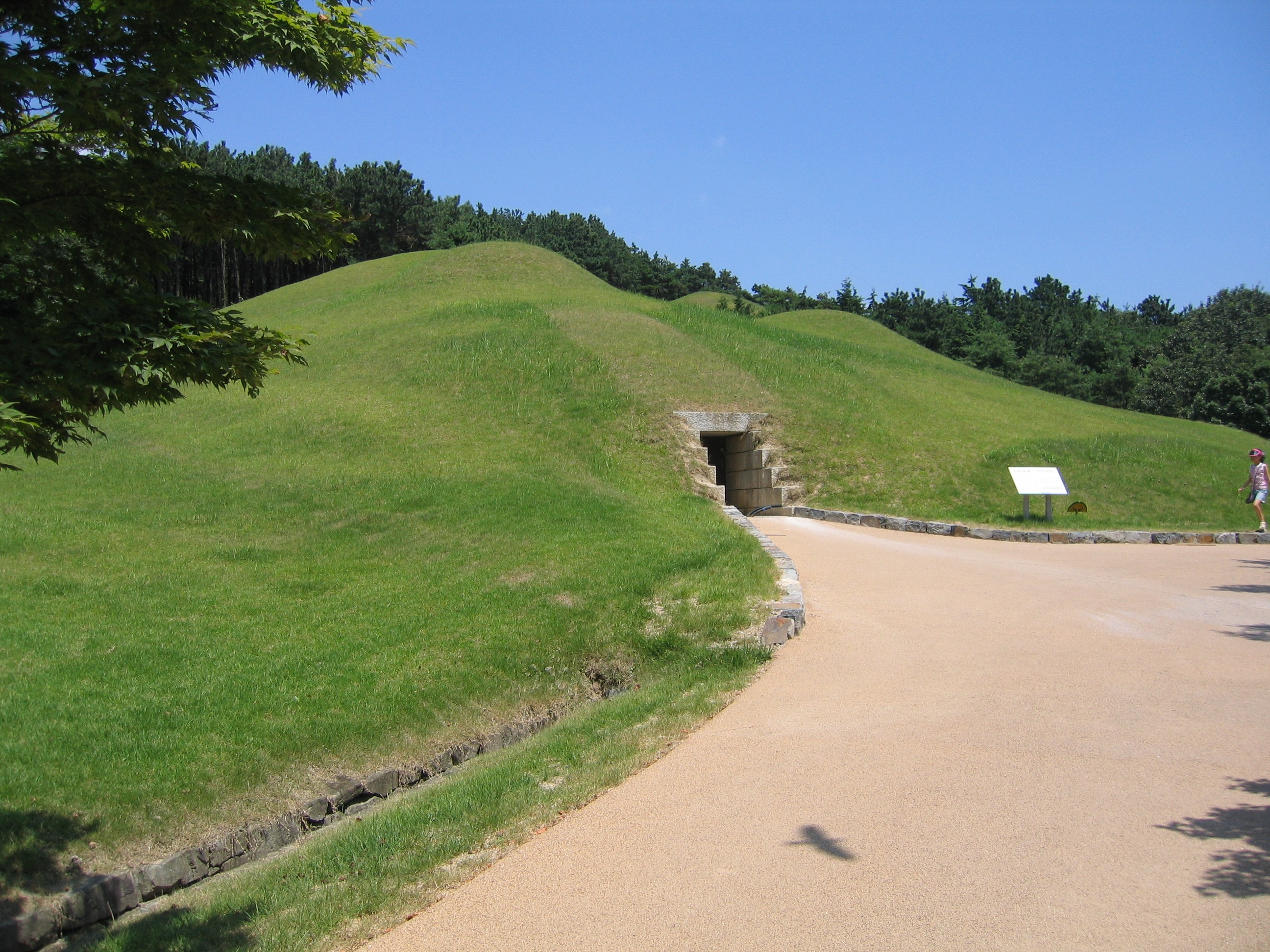
武寧王陵

武寧王陵（韓語：무령왕릉），正式名稱為公州宋山里7號墳，位於大韓民國忠清南道公州市，是百濟第25代王武寧王及其王妃的合葬墓。
武寧王陵為公州宋山里古墳群中的一座古墳，於1971年被發現。由於發掘的時候發現墓誌銘：「寧東大将軍百濟斯麻王、年六十二歲、癸卯年五月丙戌朔七日壬辰崩到」，參照史料，判定此墳為百濟第25代國王武寧王的墳墓。該墓誌銘現被認定為大韓民國指定國寶第163號。
武寧王陵為磚室墳，棺材是用日本出產的日本金松製作的。此墳內出土有金製冠飾、貼有金箔枕頭、金細工製品、來自南朝的銅鏡及陶瓷器等等三千餘件華麗的文物。